# Proposición 19 (California)
La Proposición 19, también conocida como el Decreto 2010 para la regulación, control y fiscalización del cannabis, es una proposición electoral de California que tuvo lugar el 2 de noviembre de 2010 en las elecciones estatales . Trataba sobre la legalización de varias actividades relacionadas con la marihuana, que hubiera permitido a los gobiernos locales la regulación de dichas actividades y la imposición y recaudación de tasas e impuestos, así como la autorización de diversas sanciones penales y civiles. 
En marzo del 2010 la Proposición cumplió con los requisitos para ser incluida en el referéndum estatal de noviembre. "Yes on 19" es el grupo de defensa oficial de la iniciativa. Tras un referéndum disputado y unas encuestas que arrojaban resultados dispares, el "No" ganó con el 53,5% de los votos, frente al 46,5% que votó "Si" a la legalización.

## Efectos del proyecto de ley
Según el análisis del Estado de California, el proyecto de ley tendrá los siguientes efectos.

### Legalización de actividades personales relacionadas con la marihuana
Las personas mayores de 21 años
- Pueden poseer hasta una onza (28 gramos) de marihuana para consumo personal.
- Pueden consumir la marihuana en un lugar no público como un domicilio o en un establecimiento público autorizado para el consumo de marihuana.
- Pueden cultivar marihuana para consumo personal en un domicilio privado sobre un espacio de hasta 25 pies cuadrados (2,32 metros cuadrados).

### Regulación del Gobierno Local sobre producción comercial y venta
- El Gobierno Local podrá autorizar la venta al por menor de hasta 1 onza de marihuana por transacción y regular el horario y ubicación del negocio.
- El Gobierno Local podrá autorizar mayores cantidades de marihuana para la posesión personal y el cultivo, o bien para su cultivo comercial, transporte y venta.
- El Gobierno Local permite el transporte de marihuana de un establecimiento autorizado en una ciudad o en un condado a otro establecimiento autorizado en otra ciudad u otro condado, sin tener en cuenta las leyes locales de las localidades intermedias salvo disposición en sentido contrario.

además de establecer cietas normas vigentes

### Imposición y recaudación de tasas e impuestos
- Permite el cobro de impuestos expresamente para permitir a los Gobiernos Locales recaudar ingresos o compensar cualquier coste asociado a la regulación de la marihuana.

### Autorización de sanciones penales y civiles
- Mantiene las leyes existentes contra la venta de drogas a menores de edad y la conducción bajo sus efectos.
- Mantiene el derecho del empresario a tratar el consumo de marihuana en caso de afectar al rendimiento laboral de un empleado.
- Mantiene las leyes existentes contra el transporte interestatal o internacional de marihuana.
- Cualquier persona que posea una licencia, permiso o autorización para la venta de marihuana y venda o entregue deliberadamente marihuana a menores de 21 años, tendrá como consecuencia la prohibición a poseer o dirigir un establecimiento autorizado de marihuana durante un año o a ser empleado del mismo.
- Cualquier persona que posea una licencia, permiso o autorización para la venta de marihuana que a sabiendas venda o entregue marihuana a una persona mayor de 18 años pero menor de 21, será encarcelada en la prisión de su condado por un período de tiempo de hasta seis meses y una multa de hasta 1000 dólares por cada delito.
- Cualquier persona que posea una licencia, permiso o autorización para la venta de marihuana que a sabiendas venda o entregue marihuana a menores con edades comprendidas entre 14 y 17 años, será encarcelada la prisión estatal por un período de tres, cuatro, o cinco años.
- Cualquier persona que posea una licencia, permiso o autorización para la venta de marihuana que a sabiendas venda o entregue marihuana a menores de 14 años, será encarcelada en la prisión estatal por un período de tres, cinco o siete años.

## Impacto fiscal

Gran Sello del Estado de California

Previo al año 2010, el déficit presupuestario del Gobierno Estatal de California se ha convertido en el más alto de todos los Estados Unidos de América. La Junta de Ecualización Estatal de California ha estimado que la imposición de un impuesto tributario de 50 dólares por onza en la venta de marihuana podría generar unos ingresos fiscales de 1400 millones de dólares anuales. Esto representa una gran cantidad de ingresos en un momento en el que el Estado se encuentra experimentando una presión financiera.
De acuerdo a la oficina del Analista Legislativo de California, el proyecto de ley derivaría en el siguiente impacto fiscal:
- Tendría como resultado unos ahorros significativos para los Gobiernos Locales y Estatales, potencialmente de hasta varias decenas de millones de dólares anuales debido a la reducción de los individuos encarcelados o en libertad condicional.
- Las celdas empleadas actualmente para albergar delincuentes relacionados con la marihuana podrían ser ocupadas por otro tipo de criminales, de los que muchos están siendo excarcelados antes de tiempo debido a la falta de espacio en las cárceles.
- Importante reducción en los costes locales y estatales para la ejecución de delitos relacionados con la marihuana y en la gestión de casos penales ligados al sistema judicial, ofreciendo la oportunidad de usar los fondos para hacer cumplir otras leyes penales existentes.
- Posible aumento de los costes en programas de abuso de sustancias estupefacientes debido a la disminución en el consumo especulado de marihuana(véanse países tolerantes como Holanda y Portugal), teniendo posiblemente el efecto de reducción de gastos en tratamientos obligatorios para algunos delincuentes, o dar lugar a la reorientación de estos fondos para otro tipo de delincuentes.
- La medida podría reducir potencialmente los costes y los ingresos de compensación en el programa estatal sobre marihuana medicinal, ya que sería menos probable que los adultos mayores de 21 años participaran del programa existente en cuanto a que la obtención de marihuana sería más fácil para los pacientes.
- La medida ofrecería la oportunidad de ingresos adicionales significativos como resultado de la fiscalización de ventas y empresas dedicadas al comercio de marihuana.
- Tendría lugar una reducción de las multas cobradas bajo la ley estatal actual pero un posible aumento en las multas civiles locales autorizadas por las leyes locales existentes.
- El efecto acumulativo sobre las multas es en gran parte desconocido.

## Historia
El creador de la medida es Richard Lee, un activista a favor de la legalización de la marihuana y proveedor de marihuana medicinal con sede en  Oakland. Lee ha nombrado al asesor político Chris Lehane como jefe de la campaña para aprobar la medida.
con un fin recreativo
Con el fin de cumplir con los requisitos para ser incluida en el referéndum la iniciativa necesitaba 433.971 fimas válidas para la petición. Los defensores de la iniciativa presentaron 694.248 firmas, por lo que reunió los requisitos necesarios a través del control de firmas por muestreo aleatorio.
En las elecciones de noviembre de 1972 en California una iniciativa similar para legalizar el cannabis estuvo presente en la votación y casualmente también fue denominada "Proposición 19".